# Кабрал, Жоване
Жоване Эдуарду Боржеш Кабрал (порт. Jovane Eduardo Borges Cabral; род. 14 июня 1998, Ассомада, острова Сотовенту) — кабо-вердианский футболист, вингер клуба «Эштрела» и сборной Кабо-Верде.

## Клубная карьера
Кабрал — воспитанник клубов «Гремио Нагар» и лиссабонского «Спортинга». 20 августа 2016 года в поединке против «Фафе» Жоване дебютировал в португальской Сегунде, в составе дублирующей команды последнего. 12 августа 2018 года в матче против «Морейренсе» он дебютировал в Сангриш-лиге. 1 сентября в поединке против «Фейренсе» Жоване забил свой первый гол за «Спортинг».
31 января 2022 года Кабрал был арендован итальянским «Лацио» за 1 млн евро с опцией выкупа за 8 млн евро. За «бело-голубых» он дебютировал 17 февраля в матче плей-офф Лиги Европы 2021/22 против «Порту», выйдя на замену на 83-й минуте. 21 мая в матче заключительного тура сезона 2021/22 против «Эллас Верона» он забил свой первый гол в Серии A.
Кабрал должен был перейти в испанский «Реал Вальядолид» на правах аренды в трансферное окно в январе 2023 года, но сделка сорвалась по бюрократическим причинам.
24 августа 2023 года Кабрал был взят в аренду итальянской «Салернитаной».

## Международная карьера
28 марта 2017 года в товарищеском матче против сборной Люксембурга Кабрал дебютировал за сборную Кабо-Верде.
Был включён в состав сборной на Кубок африканских наций 2023.

## Достижения
«Спортинг»
- Чемпион Португалии: 2020/21
- Обладатель Кубка Португалии: 2018/19
- Обладатель Кубка португальской лиги: 2020/21
- Обладатель Суперкубка Португалии: 2021